# Kontraktpolitik
Kontraktpolitik er en politisk/retorisk teknik, hvor regeringen betragter sine afgivne valgløfter som punkter, den har indgået en kontrakt med vælgerne om. Ved at overholde disse "kontraktpunkter" udviser regeringen således troværdighed.
I dansk sammenhæng anses kontraktpolitikken for at være blevet lanceret af statsminister Anders Fogh Rasmussen i 2001.